# Indian Bay (gemeente)
Indian Bay is een gemeente (town) in de Canadese provincie Newfoundland en Labrador. De gemeente ligt aan de Kittiwake Coast in het oosten van het eiland Newfoundland.

## Geschiedenis
De plaats ontstond in de 19e eeuw en stond oorspronkelijk bekend als Parson's Point.
In de periode 1950–1960 hervestigde de volledige bevolking van het nabijgelegen Silver Fox Island zich naar nabijgelegen plaatsen op het 'vasteland'. Het waren voornamelijk Indian Bay en het nabijgelegen Wareham die hierdoor verschillende tientallen nieuwe inwoners kregen.
In 1971 werd Indian Bay een gemeente met de status van local government community (LGC). In 1980 werden LGC's op basis van The Municipalities Act als bestuursvorm afgeschaft. De gemeente werd daarop automatisch een community om een aantal jaren later uiteindelijk een town te worden.

## Geografie
Indian Bay ligt aan de gelijknamige baai, een zijarm van Bonavista Bay aan de oostkust van Newfoundland. De gemeente is bereikbaar via provinciale route 320. De gemeente grenst in het zuiden van Centreville-Wareham-Trinity.

## Demografie
Sinds een stevige bevolkingsdaling begin jaren 1960 is het inwoneraantal van Indian Bay steeds stabiel rond de 200 gebleven.
| Demografische ontwikkeling van Indian Bay tussen 1951 en 2021              |
| -------------------------------------------------------------------------- |
|                                                                            |
| Bron: Statistics Canada (1951–1986, 1991–1996, 2001–2006, 2011–2016, 2021) |